# 利奧尼達斯鎮區 (密歇根州)
利奧尼達斯鎮區（英語：Leonidas Township）是位於美國密歇根州聖約瑟夫縣的一個行政鎮區。

## 地方資料
利奧尼達斯鎮區的面積為93.80平方千米，當中陸地面積為92.50平方千米，而水域面積為1.30平方千米。根據2020年美國人口普查的數據，當地共有人口1161人，而人口密度為每平方千米12.38人。